# Bárdos (családnév)
A Bárdos régi magyar családnév. Eredetileg foglalkozásnév volt, jelentése: bárdos, faragó, azaz ács. A Zsigmondkori Oklevéltár szerint 1402-ben fordult elő először vezetéknévként (Bardus [Jánosnak]).

## Híres Bárdos nevű személyek
- Bárdos József (19. század) magyar tanár
- Bárdos Péter (1864–1953) erdélyi magyar népszínműíró, publicista
- Bárdos Artúr (1882–1974) magyar szerző, színházi rendező, rádiós és filmrendező
- Bárdos László (1897–1960) erdélyi magyar újságíró, elbeszélő, dramaturg
- Bárdos Lajos (1899–1986) magyar zeneszerző, karnagy, zenetudós
- Bárdos Sándor (1904–1978) magyar labdarúgó, labdarúgó szakedző, mesteredző, sportpolihisztor
- Bárdos Kornél Albert (1921–1993) magyar katolikus pap, ciszterci szerzetes, egyházkarnagy, zenetörténész
- Bárdos B. Artúr (1923–2011) romániai magyar újságíró
- Daróci Bárdos Tamás (1931–2019) magyar zeneszerző, karnagy, zenetanár
- Bárdos-Féltoronyi Miklós (1935–) magyar közgazdász, geopolitikai gondolkodó, közíró
- Bárdos Pál (1936–2017) magyar író, egyetemi adjunktus
- Bárdos József (1949–) irodalomtörténész, író
- Bárdos Gyula (1958–) szlovákiai magyar politikus
- Bárdos András (1964–) magyar újságíró, televíziós műsorvezető és szerkesztő
- Bárdos Judit(sk) (1988–) szlovákiai magyar színésznő